# Sarmentypnum exannulatum
Sarmentypnum exannulatum là một loài Rêu trong họ Amblystegiaceae. Loài này được (Schimp.) Hedenas mô tả khoa học đầu tiên năm 2006.